# Marko Simonović
Marko Simonović (en serbio cirílico Мaрко Симоновић, nacido el 30 de mayo de 1986 en Pristina, Yugoslavia) es un jugador de baloncesto serbio. Con 2,03 metros de estatura, juega en la posición de alero en las filas del Estrella Roja de la Liga de Serbia.

## Carrera profesional
Marko Simonovic comenzó su etapa profesional en 2003 con el equipo Lavovi 063, donde jugó durante dos temporadas. En 2005 firmó por Ergonom. En 2006 firma por el equipo belga BC Oostende, aunque su andadura en este equipo dura únicamente media temporada. 
En el verano de 2006, firma con el equipo serbio Kk Vrsac. Su salto de calidad vino en la temporada 2008-09, cuando ficha por el equipo montenegrino Budućnost Podgorica, donde conquista 3 ligas y copas montenegrinas. Su etapa allí termina en 2011, dando el salto a Alba Berlín. 
En 2012 vuelve a su país para jugar con el Estrella Roja. En 2014 juega en Francia con el Pau-Orthez, pero decide volverse a Belgrado para disputar otras dos temporadas en la Euroliga con el Estrella Roja.
El 4 de julio de 2017 firma por el club ruso Zenit San Petersburgo.
El 18 de julio de 2019 firma un contrato de 2 años con el Cedevita Olimpija, donde disputa la ABA liga y la Eurocup, segunda liga europea.
En febrero de 2020, se compromete con Unicaja Málaga de la Liga Endesa hasta el final de la temporada tras desvincularse de Cedevita Olimpija.

### Selección nacional
[actualizar]
En septiembre de 2022 disputó con el combinado absoluto montenegrino el EuroBasket 2022, finalizando en decimotercera posición.